# Alex McDowell
Alex McDowell, född 1 april 1955 på Borneo, är en brittisk produktionsdesigner och creative director. Han föddes i den malaysiska delen av Borneo, men hans föräldrar var brittiska. McDowell ville till en början bli konstnär och studerade vid Central School of Art and Design i London. 1978 grundade han Rocking Russian Design och började sin karriär med att designa skivomslag för punkrockband. Under 1980-talet designade McDowell flera scenbilder för reklamfilmer och musikvideor. 1992 gjorde han sin debut som produktionsdesigner för filmen Gräsklipparmannen. Under 1990-talet medverkade McDowell under bland annat filmerna The Crow, Fear and Loathing in Las Vegas och Fight Club. 2002 fick han mottaga San Diego Film Critics Societys utmärkelse Best Production Design. McDowell fortsatte att arbeta som produktionsdesigner under 2000-talet och var med under produktionen av bland annat filmerna Minority Report, The Terminal, Kalle och chokladfabriken och Watchmen.